# ロビオ・エンターテインメント
ロビオ・エンターテインメント（英: Rovio Entertainment Corporation、芬: Rovio Entertainment Oyj）は、フィンランドのエスポーに本社を置くコンピュータゲーム開発・エンターテインメント企業。2003年にレリュード（Relude）として携帯ゲーム開発スタジオを設立し、2005年にロビオ（フィンランド語で焚き火）と改称した。アングリーバードシリーズをリリースしたことで知られる。セガサミーホールディングス傘下のセガの海外子会社。

## 沿革
2003年、ヘルシンキ大学技術学部（現アールト大学科学学部に通っているミカエル・ヘッド、ジャルノ・ヴァケヴァイネン、キム・ディカートの3人の学生がアセンブリ・デモパーティーで開催されたノキアとヒューレット・パッカードがスポンサーの携帯ゲーム開発大会に参加し、『King of the Cabbage World』というリアルタイムマルチプレイヤーゲームで優勝。3人はレリュードという社名で企業を立ち上げることになった。『King of the Cabbage World』はスメア（Sumea、現在はデジタルチョコレートの一部であるスメア・スタジオ）に売却し『Mole War』にタイトルを変更したが、世界初の携帯向け商業ベースのリアルタイムマルチプレイヤーゲームになった。
2005年1月、レリュードはビジネスエンジェルより第1ラウンド投資を受け、社名をロビオ・モバイルに変更した。
2009年12月、ロビオはiPhone対応のスリングショットパズルゲームである『アングリーバード』を発売。AppleのApp Storeにおいてダウンロード数が1億以上に上り、総ダウンロード数の25%が有料でのダウンロードであり最も売れたゲームの1つになっていった。
2011年3月、アクセル・パートナーズ、アトミコ・アンド・フェリシス・ベンチャーズといったベンチャーキャピタルから4200万ドル増資した。
同年夏、コンテンツの製作だけでなく多彩なエンターテインメントを提供する企業になることを目的として社名をロビオ・エンターテインメントに変更した。
2012年3月、ベンチマーク企業フューチャーマークのゲーム開発部門であるフューチャーマークゲームスタジオを買収した。買収金額は未公表。
同年5月9日、アングリーバードが1億ダウンロードに達したことを発表。広報担当のシニ・マティカイネンは電子メールにて「全てのファンからの応援に感謝しています。新作発表を待ちきれません」と述べた。同年11月8日、新作『アングリーバード スター・ウォーズ』を発売した。
2023年4月17日、日本のゲーム会社であるセガサミーホールディングスは株式公開買付け（TOB）により、本企業を買収することを発表した。買収総額は約7億ユーロ（日本円で1036億円）の予定。
同年8月10日、セガサミーホールディングスはロビオ株式の96.3%を取得し、将来的に全株式取得（完全子会社化）も視野に入れたグループ会社への移行を表明、同月18日付で正式にセガサミーグループの一社となったことを公表した。

## 開発ゲーム
- Battle Bay（2017）
- アングリーバード スター・ウォーズ（2012）
- Bad Piggies（アングリーバードのスピンオフ）（2012）
- アングリーバード トリロジー（アングリーバードの初期3作品で構成されるゲーム機対応ゲーム）（2012）
- Amazing Alex（2012）
- アングリーバード スペース（2012）
- アングリーバード ブルー（2011）
- アングリーバード シーズンズ（2010）
- アングリーバード – iOS、N900（2009）、webOS、Android、Symbian、Windows（2010）、Mac OS X（2011）、Windows Phone 7（2011）、bada Google Chrome（2011）、BlackBerry PlayBook OS（2011）、Wii U、ニンテンドー3DS（2012）、PlayStation 3、PlayStation Portable (2011)、PlayStation Vita（2012）
- Bounce Evolution - N900（2009）
- Bounce Tales - N-Gage（2009）
- Bounce Touch - N-Gage
- Bounce Boing Voyage - N-Gage（2008）
- Burger Rush - J2ME
- Burnout（英語版） - J2ME（2007）
- Collapse Chaos - J2ME
- Cyber Blood - J2ME
- Darkest Fear - iOS（2009）、J2ME（2005）
- Darkest Fear 2 - J2ME
- Darkest Fear 3 - J2ME
- Desert Sniper - J2ME（2006）
- Dragon & Jade - J2ME
- Formula GP Racing - J2ME
- Gem Drop - J2ME（2008）
- Marine Sniper - J2ME
- Mole War - J2ME
- Need for Speed: Carbon - J2ME（2006）
- Paid to Kill - J2ME
- Paper Planes - J2ME (2008)
- Patron Angel - J2ME
- Playman Winter Games - J2ME
- Shopping Madness - J2ME（2008）
- Space Impact: Meteor Shield - N97、J2ME
- Star Marine - J2ME（2007）
- Sumea Ski Jump - J2ME
- Swat Elite Troops - J2ME
- US Marine Corps Scout Sniper - J2ME（2006）
- The Croods (ドリームワークス・アニメーションによる『クルードさんちのはじめての冒険』が原作）（2013）
- Totomi - iPhone、Flash、J2ME
- War Diary Burma - J2ME
- War Diary Torpedo - J2ME
- Wolfmoon - J2ME
- X-Factor 2008 - J2ME